# Patronažna zdravstvena nega golenje razjede
Golenja razjeda nastane zaradi slabe prekrvitve mehkih tkiv – koža, podkožje, mišice. V začetku se spremembe na koži kažejo kot rdečine z epidermoliozo, na mestu nekroze nastane defekt tkiva. Rana različne velikosti je ponekod pokrita z nekrozo, ponekod pa z vnetnimi granulacijami. V začetnih fazah je pri bolnikih z vensko hipertenzijo lahko potek asimptomatski, sčasoma pa koža postane rdeča in vneta (venski ekcem), razvijejo se rjave pigmentacije (hemosiderinoza) ali pa koža postane zgoščena in luskasta (lipodermatoskleroza)kar se sčasoma razgradi in povzroči razjede. 

#### Venska golenja razjeda
Je defekt kože, ki nastane zaradi kronično povišanega venskega tlaka v stoječem položaju in pri hoji. Pojavi se najpogosteje v predelu notranjega dela gležnja in v spodnjem delu goleni nad notranjim gležnjem, redkeje se pojavi na lateralnem delu gležnja ali stopalu. Neposreden vzrok za nastanek je minimalna poškodba, lokalna okužba kože ali ruptura varice. Rana seže skozi vse sloje kože in se zaceli z brazgotino. O kronični venski golenji razjedi govorimo v primeru, kadar se rana ne zaceli v šestih mesecih. Med kroničnimi ranami na koži nog je najpogostejša oblika v zahodni populaciji in predstavlja do 90 % vseh kroničnih ran.

#### Arterijska (ishemična) golenja razjeda
Je defekt kože, ki nastane zaradi ateroskleroze ( kopičenja holesterola iz krvi na stene žil) arterij na spodnjih okončinah. Bolniki s tovrstno razjedo imajo pogosto pridružene bolezni, kot so povišan arterijski pritisk, kronična ledvična bolezen ali sladkorna bolezen. Prvi pokazatelj arterijske bolezni je bolečina v mečih ob naporu in nato kasneje tudi v mirovanju. Zaradi slabe arterijske prekrvavitve prihaja do pomanjkanja kisika v tkivih, to pa vodi v propad tkiv in nastanek ran oz. razjed. Rane so globoke, okrogle, ovalne oblike, lahko jih je več hkrati, se pojavijo na kateremkoli predelu stopala in na blazinicah prstov. Izločka iz rane je malo, na površini pa vidimo odmrlo tkivo, v okolici razjede je koža tipično hladna.

## Vzroki za nastanek golenje razjede
Več kot 90% kroničnih razjed na nogah ima žilno etiologijo. Kronična venska hipertenzija naj bi bila glavni vzrok za približno 70% razjed na nogah. 
Kronična venska hipertenzija ali vztrajno visok pritisk v venah nog je običajno posledica nesposobnosti površnih in/ ali globokih ven zaradi okvarjenih ventilov, lahko pa se pojavijo tudi pri bolnikih z vensko okluzijo ali rekanalizacijo po globoki venski trombozi. Dejavniki, ki prispevajo k venski hipertenziji so nepremičnost, debelost, togost gležnja, odvisnost nog in slabo delovanje mišic goleni. 

### Najpogostejši vzroki za kronično razjedo goleni[3]
- kronična venska insuficienca 45 – 60 %
- arterijska insuficienca in mešane razjede 10 – 20 %
- sladkorna bolezen 15 – 20 %
- drugi vzroki 5 % (pogostejše infekcijske bolezni in preležanine)

### Dejavniki tveganja za nastanek razjede goleni[3]
- motnje mikrocirkulacije,
- fizikalne in kemične poškodbe,
- vaskulitisi
- nevropatične razjede
- hematološke bolezni
- ulcerirajoči kožni tumorji in kožne bolezni

Pri teh bolezenskih stanjih gre običajno za rane, ki se slabo celijo in brez zdravljenja osnovne bolezni ne pride do zacelitve rane. 
Pomembnost dejanikov za razvoj kronične venske razjede je nemogoče opredeliti, saj se med seboj močno prepletajo. Kljub temu pa imajo nekateri dejavniki večji vpliv za nastanek ali poslabšanje. Mednje štejemo starost, spol, dednost, mnogorodnost, telesna višina, način opravljanja dela in sedeči način življenja. Dejavniki, ki so sicer manjši pa so jemanje kontracepcije, socialni sloj, debelost, rasa, kajenje, dieta in zaprtje. 

## Postavitev diagnoze
Podrobna anamneza zgodovine pacienta pokaže ključne podatke etiologije razjede in bi morala biti močan klinični sum, ki je nato potrjena s fizičnim pregledom pacienta in dodatnimi ustreznimi preiskavami. 
Uspešno obvladovanje kroničnih razjed na nogah temelji na natančni diagnozi in individualni oceni potreb pacienta, ki je podkrepljeno z na dokazih temelječih priporočilih, sprejetih smernicah ali protokolih. 
Pri postavitvi diagnoze je cilj klinične ocene ugotoviti: 
- etiologijo razjed
- druge dejavnike, ki lahko upočasnijo celjenje
- vpliv razjede na pacienta
- pričakovanja pacienta od zdravljenja

## Prognoza

### Zdravljenja
65% venskih razjed, zdravljenih s kompresijsko terapijo se zacelijo v 24 tednih, stopnje celjenja pa znašajo od 36% do 85%. Do 20% kroničnih venskih razjed ostane neozdravljenih po enem letu, kljub kompresijskemu povoju. Znani dejavniki tveganja za zapoznelo celjenje so napredovana starost bolnika, kroničnost razjede in velikost razjede. 

### Ponovitve bolezni
Stopnja ponovitve venske razjede v enem letu je 69%. Stopnje ponovitve bolezni pri bolnikih, ki so se zdravili s kompresijo in vensko kirurgije je 12% pri enem letu in 31% pri 4 letih. Te stopnje ponovitve so znatno nižje od stopnje ponovitve pri bolnikih zdravljenih samo s kompresijo (28% pri enem letu in 56% pri 4 letih). 

## Najpogostejše zdravstvene diagnoze ob golenji razjedi
Motnje cirkulacije: 
- Raynaudov syndrom
- sistemska sklerodermija
- hipertenzivni ulkusi
- tromboangiitis obliterans.

Infekcijske bolezni: 
- osteomielitis
- herpes zoster
- sifilis
- kožna tuberkuloza
- druge globoke mikoze.

Nevropatične razjede - med zdravstvenimi diagnozami je najbolj razširjena sladkorna bolezen, vnetne bolezni hrbtenjače, paraplegija in multipla skleroza. 

## Zdravljenje golenje razjede

### Kompresijska terapija
Ta oblika je zlati standardni terapevtski pristop za razjede venskih nog. Gre za uporabo zunanje kompresije kar običajno dosežemo z uporabo večplastnih elastičnih povojev ali dvoslojnih elastičnih nogavic, ki so v veliki večini zasnovani tako, da ustvarjajo visoko kompresijo 40 mmHg na gležnju, ki se nato razteza po nogi navzgor do kolen. Prednost elastičnih nogavic je, da jih pacienti in njihovi negovalci lažje odstranijo in ponovno uporabijo. 
Pri venskih razjedah nog, ki jih arterijska bolezen ne zaplete, je kompresijska terapija učinkovita pri spodbujanju celjenja. Nevarna pa je za bolnike z arterijskimi ali mešanimi razjedami nog, saj dodatno zmanjša količino krvi, ki pride do kože. 

### Uporaba sodobnih oblog za prevezo kroničnih ran
Obsežne raziskave na področju zdravljenja ran so pokazale, da se rane bistveno bolje celijo v vlažnem okolju. Na tržišču je trenutno na voljo več kot 3000 različnih oblog, izdelanih iz materialov z raznimi dodatki, vse pa zagotavljajo vlažno celjenje ran. V literaturi običajno zasledimo njihovo razdelitev na poliuretanske obloge, hidrokapilarne obloge, hidrogele, alginate, nelepljive kontaktne mrežice in obloge z dodatki. 
Celjenje ran je dinamičen proces, ki zahteva individualno obravnavo, torej uporabo ustreznih oblog in terapevtskih pristopov ob pravem času glede na vrsto in klinično slik rane. Razvoj znanosti omogoča vse bolj poglobljeno razumevanje celjenja in razkriva možnosti za učinkovito poseganje v proces celjenja in spodbujanje lastne tkivne obnove. Gonilo razvoja sodobnih oblog sta dve temeljni in hkrati preprosti spoznanji:
- zagotavljanje optimalne vlažnosti v rani in
- posnemanje zgradbe tkiva, tj. mehanske opore, ki omogoča epitelijskim celicam, da se začnejo premikati od roba rane proti njeni sredini.[6]

### Drugi načini zdravljenja kroničnih ran
V praksi se vzporedno z uporabo oblog, kot podporno zdravljenje, vse bolj uveljavljajo terapije s podtlakom, hiperbaričnim kisikom, ultravijolično svetlobo, ogljikovim dioksidom in uporaba kožnih presadkov ali nadomestkov. 

## Preventiva golenje razjede
Med najpomembnejšimi ukrepi za preprečevanje golenje razjede je dosledna nega nog (odstranjevanje trde kože) in nohtov, pomembna pa je tudi primerna obutev, ki naj ne bo pretesna in premajhna. Ti ukrepi so najbolj poudarjeni pri pacientih s sladkorno boleznijo, ker zaradi prizadetosti živčevja ne čutijo bolečine. Zelo priporočeno je redno merjenje krvnega sladkorja in krvnega tlaka. Pacienti z motnjami v venskem obtoku lahko preprečujejo nastanek razjed z uporabo kompresijskih nogavic ali elastičnih povojev. Vsem pa je priporočena zdrava prehrana, redna telesna aktivnost, izogibanje dejavnikom tveganja ter redno in natančno pregledovanje nog za prisotnost morebitnih ranic. 

## Zdravstvena nega golenje razjede v patronažnem varstvu
Zdravstvena nega golenje razjede na bolnikovem domu mora temeljiti na terapevtskih aktivnostih zdravstvene nege, kamor so vključeni nadzor nad rano, nadomeščanje nezmožnosti samooskrbe golenjih razjed, profesionalna zdravstvena nega, motiviranje, vodenje in nadzor samooskrbe. Pri zdravljenju golenje razjede doma ima veliko vlogo tudi pacient sam, saj je za uspešen izid zdravljenja pomembna skrb za telesno aktivnost, primerno osebno higieno, zdravo prehrano, redno jemamnje zdravila, da se pacient nauči in obvlada pravilno kompresijsko povijanje in sposobnost oskrbe golenje razjede. 
Medicinska sestra v patronažnem varstvu se mora neprestano izobraževati in imeti široko strokovno znanje, saj mora prepoznati in obladati potrebe pacientov, ki jih obravnava. V proces zdravstvene nege so tako poleg pacienta vključeni tudi njegovi svojci, le-ti imajo velik pomen pri zdravljenju in okrevanju pacienta z golenjo razjedo. Medicinska sestra v patronažnem varstvu pri pacientu z golenjo razjedo največkrat uporablja teoretični model Dorothea Orem, imenovani teoretični model samooskrbe. Ta zagovarja in spodbuja odgovornost za lastno zdravje.
Patronažna zdravstvena nega vsebuje načrt zdravstvene nege za vsakega pacienta posebej, je prilagojen potrebam in zmožnostim pacienta samega, temeljiti mora na ohranjanju sposobnosti ali čimprejšnji povrnitvi izgubljenih sposobnosti. Naloga medicinske seestre v patronažnem varstvu je pomoč bolniku in učenje in podpora pri izvajanju samooskrbe. 
V patronažnem varstvu je medicinska sestra pogosto prva oseba, ki se srečuje s spremenjenim stanjem rane, zato mora poznati nove pristope zdravstvene obravnave rane in se pravočasno odločiti za napotitev pacienta k zdravniku. V bolnišnicah in ambulantah se zdravstvena nega kronične rane izvaja v za to posebej namenjenih prostorih, medicisnka sestra pa se mora ob obisku pacienta v njegovem domačem okolju prilagajati različnim stanovanjskim, ekonomskim razmeram in v danih pogojih izvesti optimalno oskrbo, ne samo kronične rane, ampak tudi vse ostale potrebne intervencije zdravstvene nege. 
Najpogostejša kronična rana v patronažni zdravstveni negi je golenja razjeda, ki je zaradi dolgotrajnega zdravljenja in pogostih zapletov tudi velik socialno-medicinski problem. Pri oskrbi golenje razjede na domu medicinska sestra vedno sodeluje v timu s splošnim zdravnikom, ki ga tudi obvešča o vseh spremembah v zvezi z zdravljenjem (izboljšanje, poslabšanje, kontrola golenje razjede), sodeluje pa tudi z zdravnikom specialistom in socialno službo. Ker je največkrat prav medicinska sestra tista, ki je največkrat prisotna ob bolniku z golenjo razjedo in pozna bolnikove življenjske in bivalne razmere mora znati oceniti kakšen način oskrbe bi bil primeren pri posameznem bolniku in v kolikšni meri je bolnik sposoben sodelovati pri samooskrbi. Upoštevati mora dejavnike, ki vplivajo na bolnikovo sposobnost samooskrbe, kot so starost, spol, zdravstveno stanje, družinske razmere, življenjske navade, dejavniki okolja, stopnja izobrazbe, sociokulturni dejavniki, itd. 
Pravilna pot za doseganje uspešne in trajne zacelitve kroničnih ran temelji na postavitvi pravilne diagnoze, optimalni zdravstveni negi rane, ter kontroli sistemskih in lokalnih dejavnikov. Obravnava pacientov s kronično rano zahteva multidisciplinarni pristop. Le dobro sodelovanje vseh sodelujočih daje možnosti za dober končni rezultat, ki bo pacienta ponovno vrnil v normalno življenjsko in delovno okolje. 